# Chyťte zloděje
Chyťte zloděje (v anglickém originále To Catch a Thief) je americký romantický thriller z roku 1955, režírovaný Alfredem Hitchcockem. Film byl natáčen ve formátu VistaVision. Snímek pojednává o bývalém lupiči Johnu Robiem, přezdívaném „Kočka“, který se objevuje v hledáčku policie po sérii loupeží drahých šperků, které byly odcizeny podobným způsobem, jaký dříve provozoval právě on. Hlavní postavy ve filmu ztvárnili Cary Grant jako John „Kočka“ Robie a Grace Kelly jako Frances Stevens. Zajímavostí je, že některé lokace snímku byly natáčeny v Monaku, jehož princeznou byla mezi lety 1956 až 1982 právě Grace Kelly.